# 엑스지빗

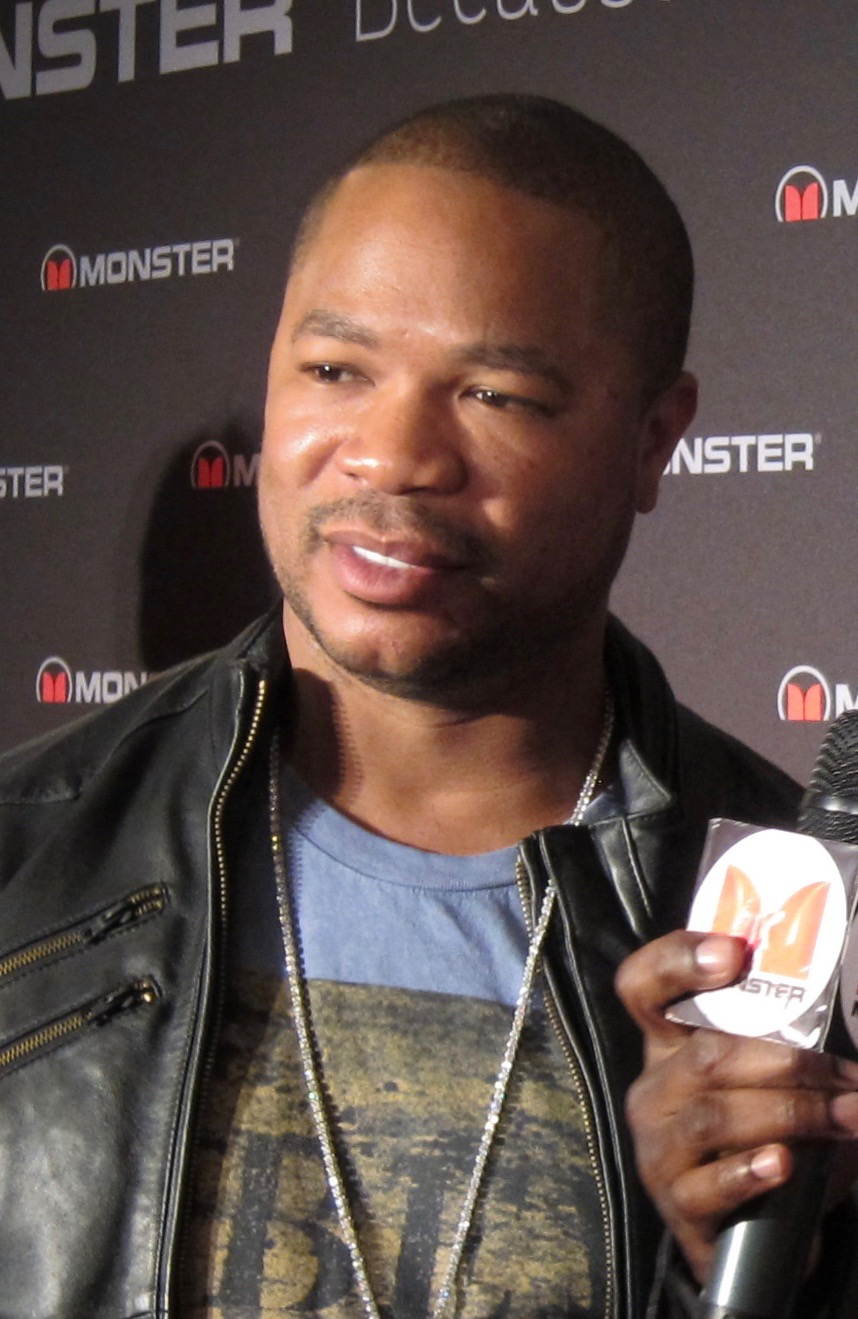

엑스지빗(Xzibit)(본명:Alvin Nathaniel Joiner 출생:1974년 1월 8일 (미국) ~ )은 미국의 랩가수 겸 배우 겸 연예인이다.

## 데뷔
'Likwit Crew'의 멤버였으나,실패후 킹 티 등과 만났고, 1995년'Likwit Crew'와 투어를 마친다.1996년《At The Speed of Life》로 정식데뷔한다. 'Paparazzi'는 빌보드 100에서 86위를 거둔다.엑스지빗의 최고의 싱글앨범인 "What U See Is What U Get"은 50위를 거둔다.그 후 닥터드레, 에미넴 등과 친분을 쌓으며,서로 피쳐링을 했고, 2000년 에미넴, 닥터드레, 아이스 큐브, 스눕 독과 함께 ' Up in Smoke Tour '을 하게 된다.2004년에 발매한 《Weapons of Mass Destruction》으로 골드를 기록한다.
또한 2008년에 열린 카레이스 'Gumball 3000'에 참여한다.